# 2016-os Mexikó-rali
A 2016-os Mexikó-rali (hivatalosan: 30° Rally Guanajuato) volt a 2016-os rali-világbajnokság harmadik versenye. Március 3. és 6. között rendezték meg. A rali 21 gyorsasági szakaszból állt, melyek össztávja 399,67 kilométert tett ki. A 28 indulóból 20 ért célba.

## A rali
A rali első napja három rövid szakaszból állt, és bár Thierry Neuville nyerte az első gyorsaságit, a nép végén Sébastien Ogier 1,7 másodperces előnnyel állt az élen Neuville és Latvala előtt.
A második nap egy hatalmas 54 km-es szakasszal kezdődött. A gyorsaságit Latvala nyerte meg több mint 20 másodperced adtva Ogier-nek, akinek a pálya takarításával gyűlt meg a baja. A nap hét szakasza közül ötöt Latvala nyert meg, így már ő vezetett Ogier előtt. A mögöttük Sordo és Mikkelsen következtek. Thierry Neuville az előző napi teljesítményétő jócskán elmaradt, hiszen már az első szakasz on kiesett.
A harmadik nap ismét Latvala-é volt, hiszen az összes szakaszt megnyerte, továbbá legközelebbi üldözője, Ogier nem vállalt nagyobb kockázatot. A csapat harmadik autójával Andreas Mikkelsen hibázott és kiesett, de a másnapi szuperspeciálon részt tudott venni. A harmadik helyen ekkor Dani Sordo állt, szépen haladva a Hyundai sorozatbeli harmadik helyéért. Az előző napi balesete után visszaállt Neuville, majd egy második hely után ismét balesetet szenvedett, bár ez alkalommal a versenyzőt és a navigátort is kórházba kellett szállítani ellenőrzésre. A fordok közül Østberg továbbra is a negyedik helyen haladt, de csapattársa Eric Camilli ismételten összetörte autóját, ám ezúttal vissza tudott állni a versenybe.
Az utolsó napon a versenyzőkre egy brutális 80 km-es szakasz várt, amelyet Ogier nyert meg 25 másodperces előnnel. A szuperspeciálon Ogier nyert Latvala előtt, az utolsó pontot pedig Paddon csípte el. Latvala így megszerezte a szezonban az első pontjait, ezzel együtt pedig első győzelmét szerezte meg. Második Ogier lett, míg a harmadik helyen Sordo futott be. A rali után viszont megbüntették mert a megengedett 28 abroncs helyett egy kommunikációs hiba miatt 29-et használt el. A 2 perces büntetés ellenére csupán Østberg mögé, a negyedik helyre ért célba. Paddon ötödik, Ott Tänak hatodik, Martin Prokop pedig hetedik lett. A WRC-2-es kategóriát magabiztosan 20 perces előnnyel nyerte meg Teemu Suninen.

## Szakaszok
| Nap             | Szakasz | Szakasz neve            | Hossz    | Győztes                           | Csapat                   | Idő     | Átlagsebesség | Versenyben vezető                 |
| --------------- | ------- | ----------------------- | -------- | --------------------------------- | ------------------------ | ------- | ------------- | --------------------------------- |
| 1. (március 3.) | 1       | Street Stage Guanajuato | 1,09 km  | Thierry Neuville Nicolas Gilsoul  | Hyundai Motorsport       | 59,1    | 66,4 km/h     | Thierry Neuville Nicolas Gilsoul  |
| 1. (március 3.) | 2       | Super Special 1         | 2,30 km  | Sébastien Ogier Julien Ingrassia  | Volkswagen Motorsport    | 1:38,9  | 83,7 km/h     | Sébastien Ogier Julien Ingrassia  |
| 1. (március 3.) | 3       | Super Special 2         | 2,30 km  | Sébastien Ogier Julien Ingrassia  | Volkswagen Motorsport    | 1:38,1  | 84,4 km/h     | Sébastien Ogier Julien Ingrassia  |
| 2. (március 4.) | 4       | El Chocolate 1          | 54,21 km | Jari-Matti Latvala Miikka Anttila | Volkswagen Motorsport    | 38:48,1 | 83,8 km/h     | Jari-Matti Latvala Miikka Anttila |
| 2. (március 4.) | 5       | Las Minas 1             | 15,36 km | Jari-Matti Latvala Miikka Anttila | Volkswagen Motorsport    | 11:00,1 | 83,8 km/h     | Jari-Matti Latvala Miikka Anttila |
| 2. (március 4.) | 6       | Street Stage León       | 1,41 km  | Andreas Mikkelsen Anders Jæger    | Volkswagen Motorsport II | 1:19,0  | 64,3 km/h     | Jari-Matti Latvala Miikka Anttila |
| 2. (március 4.) | 7       | El Chocolate 2          | 54,21 km | Jari-Matti Latvala Miikka Anttila | Volkswagen Motorsport    | 38:16,3 | 85,0 km/h     | Jari-Matti Latvala Miikka Anttila |
| 2. (március 4.) | 8       | Las Minas 2             | 15,36 km | Jari-Matti Latvala Miikka Anttila | Volkswagen Motorsport    | 10:57,7 | 84,1 km/h     | Jari-Matti Latvala Miikka Anttila |
| 2. (március 4.) | 9       | Super Special 3         | 2,30 km  | Jari-Matti Latvala Miikka Anttila | Volkswagen Motorsport    | 1:39,1  | 83,6 km/h     | Jari-Matti Latvala Miikka Anttila |
| 2. (március 4.) | 10      | Super Special 4         | 2,30 km  | Sébastien Ogier Julien Ingrassia  | Volkswagen Motorsport    | 1:38,1  | 84,4 km/h     | Jari-Matti Latvala Miikka Anttila |
| 3. (március 5.) | 11      | Ibarrilla               | 30,38 km | Jari-Matti Latvala Miikka Anttila | Volkswagen Motorsport    | 17:41,8 | 103,0 km/h    | Jari-Matti Latvala Miikka Anttila |
| 3. (március 5.) | 12      | Otates 1                | 42,62 km | Jari-Matti Latvala Miikka Anttila | Volkswagen Motorsport    | 29:39,8 | 86,2 km/h     | Jari-Matti Latvala Miikka Anttila |
| 3. (március 5.) | 13      | El Brinco 1             | 7,15 km  | Jari-Matti Latvala Miikka Anttila | Volkswagen Motorsport    | 4:00,5  | 107,0 km/h    | Jari-Matti Latvala Miikka Anttila |
| 3. (március 5.) | 14      | Agua Zarca 1            | 16,47 km | Jari-Matti Latvala Miikka Anttila | Volkswagen Motorsport    | 10:07,6 | 97,6 km/h     | Jari-Matti Latvala Miikka Anttila |
| 3. (március 5.) | 15      | Otates 2                | 42,62 km | Jari-Matti Latvala Miikka Anttila | Volkswagen Motorsport    | 29:17,8 | 87,3 km/h     | Jari-Matti Latvala Miikka Anttila |
| 3. (március 5.) | 16      | El Brinco 2             | 7,15 km  | Jari-Matti Latvala Miikka Anttila | Volkswagen Motorsport    | 3:57,3  | 108,5 km/h    | Jari-Matti Latvala Miikka Anttila |
| 3. (március 5.) | 17      | Super Special 5         | 2,30 km  | Dani Sordo Marc Martí             | Hyundai Motorsport       | 1:39,2  | 83,5 km/h     | Jari-Matti Latvala Miikka Anttila |
| 3. (március 5.) | 18      | Super Special 6         | 2,30 km  | Sébastien Ogier Julien Ingrassia  | Volkswagen Motorsport    | 1:38,1  | 84,4 km/h     | Jari-Matti Latvala Miikka Anttila |
| 3. (március 5.) | 19      | Street Stage León 2     | 1,37 km  | Sébastien Ogier Julien Ingrassia  | Volkswagen Motorsport    | 1:28,6  | 62,7 km/h     | Jari-Matti Latvala Miikka Anttila |
| 4. (március 6.) | 20      | Guanajuato              | 80,00 km | Sébastien Ogier Julien Ingrassia  | Volkswagen Motorsport    | 48:06,8 | 99,8 km/h     | Jari-Matti Latvala Miikka Anttila |
| 4. (március 6.) | 21      | Agua Zarca 2            | 16,47 km | Sébastien Ogier Julien Ingrassia  | Volkswagen Motorsport    | 9:57,1  | 99,3 km/h     | Jari-Matti Latvala Miikka Anttila |

### Szuperspeciál (Power Stage)
| Helyezés | Versenyző          | Idő     | Különbség | Átlagsebesség | Pont |
| -------- | ------------------ | ------- | --------- | ------------- | ---- |
| 1.       | Sébastien Ogier    | 9:57,1  | –         | 99,3 km/h     | 3    |
| 2.       | Jari-Matti Latvala | 10:02,5 | +5,4      | 98,4 km/h     | 2    |
| 3.       | Hayden Paddon      | 10:07,5 | +10,4     | 97,6 km/h     | 1    |

## Végeredmény

### WRC
| H.  | #   | Versenyző          | Navigátor          | Csapat                      | Autó                  | Kategória | Idő       |
| --- | --- | ------------------ | ------------------ | --------------------------- | --------------------- | --------- | --------- |
| 1.  | #2  | Jari-Matti Latvala | Miikka Anttila     | Volkswagen Motorsport       | Volkswagen Polo R WRC | WRC       | 4:25:57,4 |
| 2.  | #1  | Sébastien Ogier    | Julien Ingrassia   | Volkswagen Motorsport       | Volkswagen Polo R WRC | WRC       | + 1:05,0  |
| 3.  | #5  | Mads Østberg       | Ola Fløene         | M-Sport World Rally Team    | Ford Fiesta RS WRC    | WRC       | + 5:36,4  |
| 4.  | #4  | Dani Sordo         | Marc Martí         | Hyundai Motorsport          | Hyundai i20 WRC       | WRC       | + 5:37,9  |
| 5.  | #20 | Hayden Paddon      | John Kennard       | Hyundai Motorsport          | Hyundai i20 WRC       | WRC       | + 6:22,6  |
| 6.  | #12 | Ott Tänak          | Raigo Mõlder       | DMACK World Rally Team      | Ford Fiesta RS WRC    | WRC       | + 9:59,5  |
| 7.  | #21 | Martin Prokop      | Jan Tománek        | Jipocar Czech National Team | Ford Fiesta RS WRC    | WRC       | + 12:58,5 |
| 8.  | #37 | Lorenzo Bertelli   | Simone Scattolin   | FWRT s.l.r.                 | Ford Fiesta R5 WRC    | WRC       | + 14:09,6 |
| 9.  | #32 | Teemu Suninen      | Mikko Markkula     | TGS Worldwide OU            | Škoda Fabia R5        | WRC-2     | + 18:01,8 |
| 10. | #81 | Valerij Gorban     | Vologyimir Korszia | Eurolamp WRT                | Mini Cooper WRC       | WRC       | + 32:37,3 |

### WRC-2
| H. | #   | Versenyző      | Navigátor          | Csapat                                | Autó            | Kategória | Idő         |
| -- | --- | -------------- | ------------------ | ------------------------------------- | --------------- | --------- | ----------- |
| 1. | #32 | Teemu Suninen  | Mikko Markkula     | TGS Worldwide OU                      | Škoda Fabia RS  | WRC-2     | 4:43:59,2   |
| 2. | #31 | Hubert Ptaszek | Maciej Szczepaniak | Peugeot Sport Slovakia                | Peugeot 208 T16 | WRC-2     | + 20:11,6   |
| 3. | #33 | Max Redina     | Emanuele Inglesi   | Motorsport Italia                     | Ford Fiesta RS  | WRC-2     | + 25:05,4   |
| 4. | #42 | Nicolás Fuchs  | Fernando Mussano   | Wevers Sport                          | Škoda Fabia R5  | WRC-2     | + 36:55,6   |
| 5. | #38 | Armin Kremer   | Pirmin Winklhofer  | BRR Baumschlager Rallye & Racing Team | Škoda Fabia R5  | WRC-2     | + 1:08:06,8 |

### WRC-3
| H. | #   | Versenyző    | Navigátor     | Csapat                | Autó                | Kategória | Idő       |
| -- | --- | ------------ | ------------- | --------------------- | ------------------- | --------- | --------- |
| 1. | #61 | Michel Fabre | Maxime Vilmot | Sainteloc Junior Team | Citroën DS3 R3T Max | WRC-3     | 5:34:30,7 |